# Potrzask

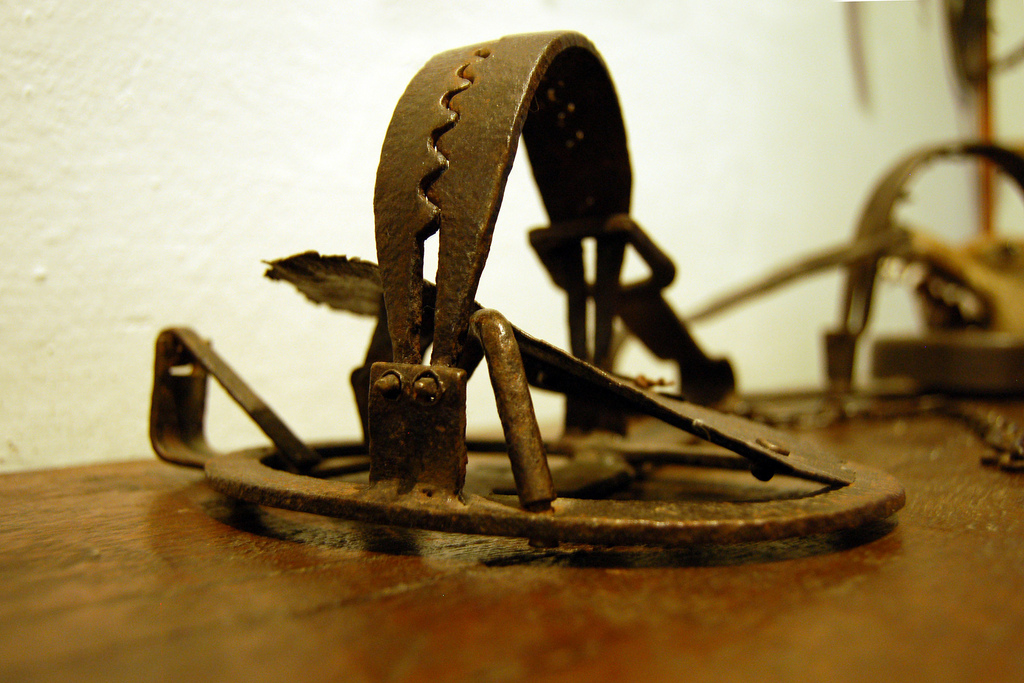
Potrzask

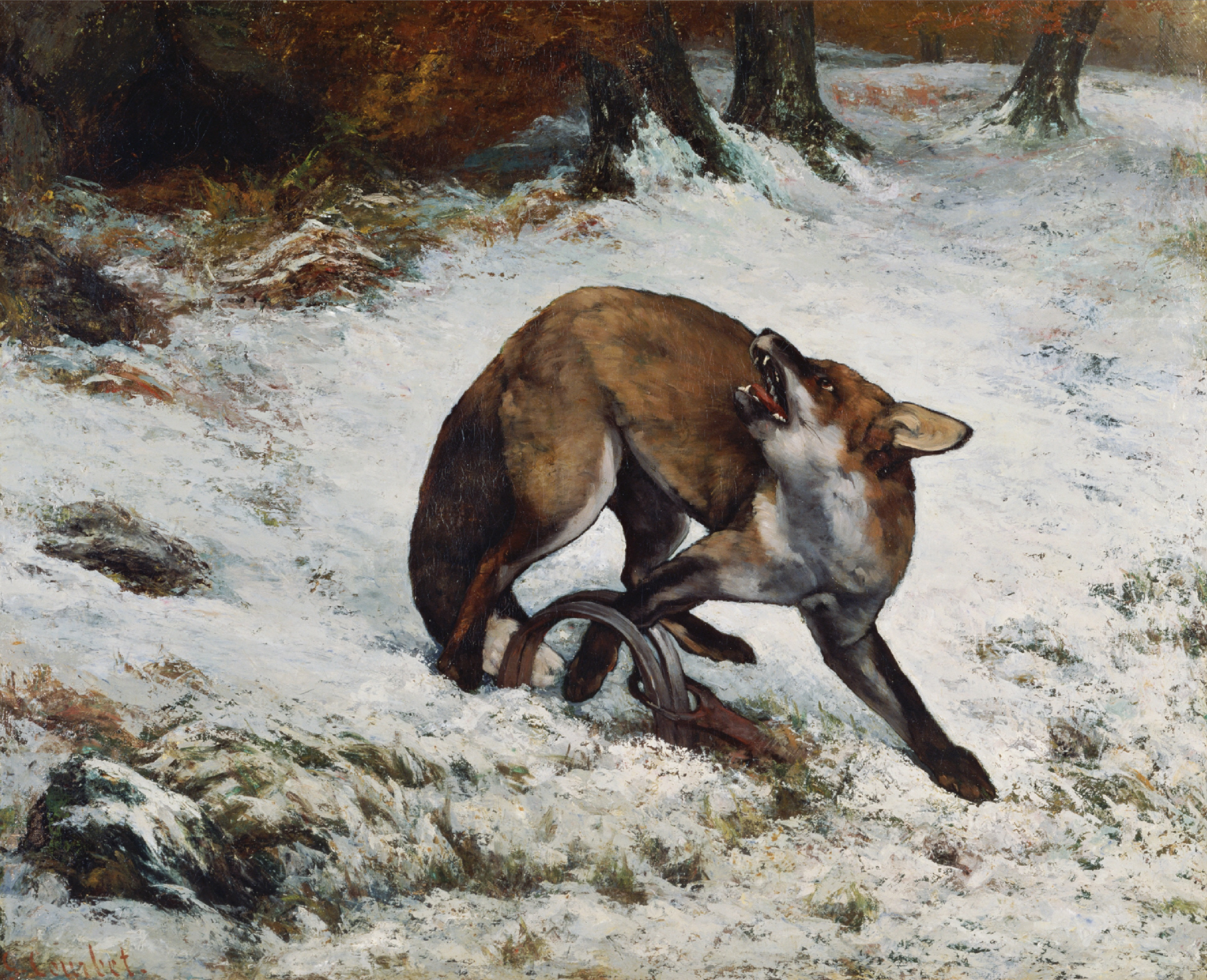
Lis w potrzasku (Gustave Courbet)

Potrzask, samotrzask – przenośna, samozatrzaskująca się pułapka kłusownicza lub traperska służąca do chwytania zwierząt. 
Do najczęściej używanych należą: 
- kosze zatrzaskujące się,
- różnego rodzaju pułapki skrzynkowe,
- żelaza chwytne.

Używanie w Polsce potrzasków, sideł (wnyków) jest zabronione.